# Rudolf Kundera
Pour les articles homonymes, voir Kundera.
Rudolf Kundera (parfois connu comme Rodolph(e) Kundera) est un peintre tchèque, né à Brünn en margraviat de Moravie, le 9 mars 1911 installé en France depuis 1939, mort le 9 janvier 2005 à l'âge de 93 ans à Cassis (Bouches-du-Rhône).

## Biographie
Son père, maître-teinturier, meurt quand Rudolf Kundera est encore bébé, et c'est sa mère qui lui transmet ses goûts artistiques. C'est à l'initiative d'Alfons Mucha qu'il part, en 1930, étudier la peinture à l'Académie des beaux-arts de Prague où il obtient son diplôme en 1936. 
Il obtient ensuite une bourse pour Rome, ou il crée toute une série de tableaux pour les églises, ainsi que des paysages et des portraits.
Il acquiert une notoriété importante et devient notamment l'ami de Bohuslav Martinů.
Au début de la Seconde Guerre mondiale, il se réfugie à Paris. Il se lie d'amitié avec des Français, dont l'écrivain Claude Mauriac et le poète Paul Valéry. Pour fuir l'occupation il quitte Paris, par Nantes et Toulouse il gagne le Midi de la France. Il sera reçu par la Comtesse Lily Pastré à Marseille, qui héberge de nombreux artistes. Il s'engage dans la Résistance et continue à peindre.
Peintre réaliste, il est surtout réputé comme coloriste, avec une personnalité affirmée.

## Vie Privée
En 1950, Rudolf Kundera épouse Maud Blankenburg, de nationalité néerlandaise, ils ont deux filles, Dagmar et Nathalie. En 1964, il épouse en secondes noces Claude Favel, de cette union naissent deux fils, Yvan et Stefan, morts tragiquement à l'âge de 7 et 11 ans dans un accident de voiture en décembre 1975 à Brno.

## Œuvres
Paysages de Provence, scènes folkloriques de Moravie, tableaux inspirés par le cirque, ou encore portraits de nombreuses personnalités de son temps ont été présentés dans une cinquantaine d'expositions dans plusieurs pays européens et aux États-Unis avant d'être disséminés dans de nombreuses galeries et collections privées. Outre celles-ci, ses tableaux sont dans deux musées de Marseille : le Musée Cantini et le Musée des Beaux-Arts
Ce n'est que 47 ans après son départ de Tchécoslovaquie qu'il peut, enfin, exposer ses tableaux à Brno. En 1996, le Tchèque de Marseille a l'occasion tant attendue de montrer son travail aux habitants de la ville de son enfance dans une vaste rétrospective à l'occasion de laquelle il reçoit de titre de citoyen d’honneur de la ville de Brno.
Il était membre correspondant de l'Académie de Marseille.